# Puccinia scorzonerae
Puccinia scorzonerae är en svampart som först beskrevs av Heinrich Christian Friedrich Schumacher, och fick sitt nu gällande namn av Jacky 1899. Puccinia scorzonerae ingår i släktet Puccinia och familjen Pucciniaceae.   Inga underarter finns listade i Catalogue of Life.